# Symplectoscyphus huanghaiensis
Symplectoscyphus huanghaiensis är en nässeldjursart som beskrevs av Tang och Huang 1986. Symplectoscyphus huanghaiensis ingår i släktet Symplectoscyphus och familjen Sertulariidae. Inga underarter finns listade i Catalogue of Life.